# 1,2,3-trimetilbenzene
Il 1,2,3-trimetilbenzene, comunemente chiamato emimellitène o anche emellitène, è un composto organico con formula C9H12. È uno dei tre possibili isomeri derivati del benzene con tre gruppi metile; gli altri due isomeri sono l'1,2,4-trimetilbenzene (pseudocumene) e l'1,3,5-trimetilbenzene (mesitilene). Questi tre composti isomeri si trovano in natura nel catrame di carbone e nel petrolio. L'emimellitene in condizioni normali è un liquido incolore di odore aromatico, praticamente insolubile in acqua ma miscibile in solventi organici come etanolo, etere dietilico, acetone e benzene.

## Sintesi
L'emimellitene fu sintetizzato per la prima volta nel 1882 da Oscar Jacobsen, professore di chimica all'Università di Rostock. L'emimellitene può essere ricavato dalle fonti naturali (catrame di carbone e petrolio), o anche isolato durante i processi di cracking e reforming catalitico del petrolio, ma se si desidera il composto puro è più facile ottenerlo per metilazione di o-xilene o m-xilene, o per isomerizzazione dello pseudocumene.

## Usi
L'emimellitene è un intermedio nella sintesi di fragranze come il muschio sintetico Tibetine (1-tert-butil-3,4,5-trimetil-2,6-dinitrobenzene). È inoltre impiegato nella sintesi dell'acido emimellitico e della rispettiva anidride.

## Tossicità / Indicazioni di sicurezza
L'emimellitene è disponibile in commercio. È un composto infiammabile, considerato irritante per la pelle, per gli occhi e per il sistema respiratorio. Può provocare disturbi al sistema nervoso centrale. Non risultano rischi di cancerogenicità.